# Mauricio Mata
Mauricio Mata (nascido em 12 de abril de 1939) é um ex-ciclista olímpico mexicano. Representou sua nação em três eventos nos Jogos Olímpicos de Verão de 1960.